# Slobozia Bănilei, Vijnița
Slobozia Bănilei, cunoscut și sub denumirea de Slobozia-Bănila (în ucraineană Слобода-Банилів, transliterat: Sloboda-Banîliv și în germană Banilla-Slobodzia) este un sat reședință de comună în raionul Vijnița din regiunea Cernăuți (Ucraina). Are 942 locuitori, preponderent ucraineni (ruteni).
Satul este situat la o altitudine de 230 metri, pe malul râului Ceremuș,  în partea de nord-est a raionului Vijnița.

## Istorie
Localitatea Slobozia Bănilei a făcut parte încă de la înființare din regiunea istorică Bucovina a Principatului Moldovei. În ianuarie 1775, ca urmare a atitudinii de neutralitate pe care a avut-o în timpul conflictului militar dintre Turcia și Rusia (1768-1774), Imperiul Habsburgic (Austria de astăzi) a primit o parte din teritoriul Moldovei, teritoriu cunoscut sub denumirea de Bucovina. După anexarea Bucovinei de către Imperiul Habsburgic în anul 1775, localitatea Slobozia Bănilei a făcut parte din Ducatul Bucovinei, guvernat de către austrieci, făcând parte din districtul Vășcăuți (în germană Waschkoutz). 
După Unirea Bucovinei cu România la 28 noiembrie 1918, satul Slobozia Bănilei a făcut parte din componența României, în Plasa Ceremușului a județului Storojineț. Pe atunci, majoritatea populației era formată din ucraineni, existând și comunități mai mici românești și evreiești. În perioada interbelică a funcționat aici Fabrica de glucoză și scrobeală a societății "Soare" .
Ca urmare a Pactului Ribbentrop-Molotov (1939), Bucovina de Nord a fost anexată de către URSS la 28 iunie 1940, reintrând în componența României în perioada 1941-1944. Apoi, Bucovina de Nord a fost reocupată de către URSS în anul 1944 și integrată în componența RSS Ucrainene. 
Începând din anul 1991, satul Slobozia Bănilei face parte din raionul Vijnița al regiunii Cernăuți din cadrul Ucrainei independente. Conform recensământului din 1989, numărul locuitorilor care s-au declarat români plus moldoveni era de 2 (2+0), adică 0,22% din populația localității . În prezent, satul are 942 locuitori, preponderent ucraineni.

## Demografie
Componența lingvistică a comunei Slobozia Bănilei
     Ucraineană (99,58%)
     Alte limbi (0,43%)
Conform recensământului din 2001, majoritatea populației comunei Slobozia Bănilei era vorbitoare de ucraineană (99,58%), existând în minoritate și vorbitori de alte limbi.
1989: 921 (recensământ)
2007: 942 (estimare)

### Recensământul din 1930
Componența etnică a comunei Slobozia Bănilei (județul Storojineț)
     Români (1,72%)
     Germani (1,29%)
     Evrei (14%)
     Ruteni (78,56%)
     Polonezi (2,76%)
     Altă etnie (1,67%)
Componența confesională a comunei Slobozia Bănilei
     Ortodocși (63,95%)
     Romano-catolici (2,85%)
     Mozaici (14%)
     Evanghelici\Luterani (1,03%)
     Greco-catolici (17,63%)
     Altă religie (0,54%)
Conform recensământului efectuat în 1930, populația comunei Slobozia Bănilei se ridica la 1.157 locuitori. Majoritatea locuitorilor erau ruteni (78,56%), cu o minoritate de germani (1,29%), una de evrei (14,0%), una de români (1,72%) și una de polonezi (2,76%). Alte persoane s-au declarat: maghiari (1 persoană), ruși (11 persoane), bulgari (1 persoană), armeni (5 persoane) și turci (1 persoană). Din punct de vedere confesional, majoritatea locuitorilor erau ortodocși (63,95%), dar existau și romano-catolici (2,85%), mozaici (14,0%), greco-catolici (17,63%) și evanghelici\luterani (1,03%). Alte persoane au declarat: armeano-catolici (5 persoane) și musulmani (1 persoană).

## Obiective turistice
- Crucea comemorativă a victimelor foametei din anii 1946-1947